# Alligator Pool
Der Alligator Pool ist ein See im Norden des australischen Bundesstaates Western Australia. 
Der See liegt im Verlauf des Fitzroy River nördlich von Fitzroy Crossing.